# 中村研一 (政治学者)
中村 研一（なかむら けんいち、1948年11月3日 - ）は、日本の政治学者。専門は、国際政治学、平和学。北海道大学名誉教授。坂本義和に師事。門下に遠藤乾、秋野豊など。妻は政治学者で北海学園大学名誉教授の中村敏子。

## 来歴
神奈川県藤沢市生まれ。1972年東京大学理学部卒業後、同法学部に学士入学。1974年東京大学法学部卒業。
1974年東京大学法学部助手。1977年北海道大学法学部助教授。1990年北海道大学大学院法学研究科教授。2003年北海道大学副学長・理事・留学センター長（～2005年）。2005年北海道大学公共政策大学院教授。2009年に北海道大学公共政策大学院院長（～2012年）。2012年北海道大学大学院法学研究科特任教授。2013年北海道大学公共政策大学院特任教授。札幌学院大学法学部兼任講師（2013年～2017年）。2014年北海道大学を退職し、同名誉教授。
引き続き同公共政策学連携研究部公共政策学研究センター特別研究員。

## 著書
- 『地球的問題の政治学』（岩波書店, 2010年）
- 『ことばと暴力――政治的なものとは何か』（北海道大学出版会，2017年）

### 共編著
- （大西仁・高橋進）『国際政治――人類社会の現在と未来』（東研出版, 1984年）
- （深瀬忠一・森杲）『北海道で平和を考える』（北海道大学図書刊行会, 1988年）
- （佐々木隆生）『ヨーロッパ統合の脱神話化――ポスト・マーストリヒトの政治経済学』（ミネルヴァ書房, 1994年）
- （宮崎悠・柴田晃芳）『国際存在としての沖縄』（法政大学出版局, 2024年）

### 訳書
- E・H・カー『平和の条件』（岩波文庫, 2025年4月）、新訳版

## 論文

### 雑誌論文
- 中村研一「帝国主義の統治理性（一） －チャールズ・キャニングとインド大反乱－」『北大法学論集』第36巻1・2、北海道大学法学部、1985年、287-313頁、ISSN 03855953、NAID 120000959999。
- 中村研一「帝国主義の統治理性（2・完） －チャールズ・キャニングとインド大反乱－」『北大法学論集』第36巻第3号、北海道大学法学部、1985年、765-795頁、ISSN 03855953、NAID 120000961841。
- 中村研一「政治認識としての帝国主義論 －ホブソン、レーニンの帝国主義論の再検討－（一）」『北大法学論集』第40巻5・6-下、北海道大学法学部、1990年9月、2195-2232頁、ISSN 03855953、NAID 120000953303。
- 中村研一「世界政治と市民 (特集 21世紀へのオ-ルタナティブ--平和秩序を求めて) -- (1 世界秩序変化と平和研究の視座)」『平和研究』第20号、日本平和学会、1996年6月、6-21頁、doi:10.11501/2835283、ISSN 03850749、NAID 40004108942、NDLJP:2835283。
- 中村研一「帝国主義政治理論の誕生--ホブスンの戦争批判と自由主義批判 (帝国・戦争・平和) -- (全体戦争の世紀)」『思想』第945号、岩波書店、2003年1月、27-46頁、ISSN 03862755、NAID 40005640047。
- 中村研一「テロリズムのアイロニー--コンラッド『密偵』の表象戦略 (暴力・連帯・国際秩序)」『思想』第1020号、岩波書店、2009年4月、28-51頁、ISSN 03862755、NAID 40016495631。

### 単行本所収論文
- 「連合の安定と変動――数理モデルによる考察」篠原一編『連合政治――デモクラシーの安定を求めて(2)』（岩波書店、1984年）
- 「転換期の人権と世界秩序」『講座平和学(4)新国際秩序と平和』（早稲田大学出版部、1986年）
- 「帝国と民主主義」坂本義和編『世界政治の構造変動(1)世界秩序』（岩波書店、1994年）
- 「南北問題の解決のために――NGO台頭の政治的文脈」深瀬忠一・杉原泰雄・樋口陽一・浦田賢治編『恒久世界平和のために――日本国憲法からの提言』（勁草書房、1998年）
- 「領域国家の終焉――グローバル化とポスト主権状況」小川浩三編『北海道大学法学部ライブラリー(6)複数の近代』（北海道大学図書刊行会、2000年）
- 「ポスト軍事主権の平和構想――E・H・カー安全保障論の再検討」磯村早苗・山田康博編『グローバル時代の平和学(2)いま戦争を問う――平和学の安全保障論』（法律文化社、2004年）
- 「主権のゆらぎ」杉田敦編『守る : 境界線とセキュリティの政治学(政治の発見:第7巻)』（風行社、2011年）
- 「9・11の衝撃 : テロリズムと安全」遠藤誠治, 遠藤乾 編『安全保障とは何か（シリーズ日本の安全保障:1）』（岩波書店、2014年）

## 門下生
- 秋野豊 - 元筑波大学教授
- 遠藤乾 - 東京大学教授
- 萱野智篤 - 北星学園大学教授
- 清水敏行 - 元札幌学院大学教授
- 宮崎悠 - 北海道教育大学講師
- 朴鍾碩 - 北海道大学助教